# Vince Pastano
Vince Pastano, nome d'arte di Vincenzo Pastano (Grottaglie, 2 settembre 1978), è un chitarrista, compositore e produttore discografico italiano.
Dal 2005 collabora con Luca Carboni. Dal 2014 è anche uno dei chitarristi della band di supporto a Vasco Rossi. Con il rocker di Zocca ha pubblicato, al 2022, sei album registrati dal vivo, tra i quali Modena Park 2017.

## Biografia
Dal 2005 è il chitarrista di Luca Carboni e nel 2014 è entrato a far parte della band di Vasco Rossi, sempre in qualità di chitarrista. Dal 2001 è anche produttore artistico e nel 2012 fonda l'etichetta discografica Liquido Records assieme ad Antonello D'Urso e Max Messina a cui successivamente si unì Ignazio Orlando.
Negli anni realizza progetti personali (Vince, Pulp Dogs, Past The Mark, Araliya, GOS) e collabora come turnista con vari artisti: Hiroko Kouda, Lucio Dalla, Beppe D’Onghia, George Mann, Riccardo Sinigallia, Guido Elmi, Mauro Malavasi, Marc Urselli, Roberto Terzani (Litfiba), Roy Paci, Eugenio Bennato, Fabri Fibra, Zibba, Pino Daniele, Nicola Venieri.
Il suo nome è menzionato nel libro Largo all'Avanguardia. 50 anni di musica Rock a Bologna a cura di Oderso Rubini.
Inoltre è il compositore e produttore di musiche per ambito pubblicitario. Infatti dal 7 luglio 2014 all'11 settembre 2016 ha suonato la chitarra acustica nelle sigle pubblicitarie di Rai 2 e poi dal 15 novembre 2014 anche per quelle del meteo dello stesso canale Rai.
Nello stesso anno, ha suonato le chitarre nell'EP Post Atomico di Emil Spada.
Il 9 Gennaio 2018 arriva la conferma, dalla pagina Facebook di Vasco Rossi, della veste di produttore artistico che Vince ricoprirà nel VascoNonStop Live 2018, a causa della scomparsa dell'ex storico produttore, Guido Elmi, occupandosi, quindi, della scaletta del concerto e dell'arrangiamento dei brani scelti per lo spettacolo stesso.
Nel 2021 con la pubblicazione sul canale ufficiale YouTube del Lyric video del brano “Nunn’è rrelore” prende ufficialmente vita Malacarna, la sua nuova creatura musicale insieme al cantante Tony Farina e all’artista visivo Dorothy Bhawl. Il progetto nasce dall’idea di coniugare testi in dialetto lucano (per la precisione il burgentino, da Brienza in provincia di Potenza) con sonorità Blues/Tribal/Cinematic/Goth/Industrial, il tutto inserito in uno specifico concept grafico e visivo dal forte impatto.

## Discografia

### Album in studio
- 2009 – Compro Verità (Ultra Tempo)
- 2011 – Invisibili Distanze (Disco Dada)
- 2013 – Lividi (Liquido Records)
- 2014 – Spaceboy (Liquido Records)

#### Con gli Araliya
- 2005 – Araliya

#### Con i GOS
- 2005 – God of success (featuring Stef Burns)

#### Con i Past the Mark
- 2011 – Hakhel Tribulation (NuJazz Europe)

#### Con i Pulp Dogs
- 2006 – Song Of Jealousy
- 2010 – Lu Cunnannatu

#### Con i Noisebreakers
- 2022- "Noisebreakers"

### Album dal vivo

#### Con i Pulp Dogs
- 2018 – Live Fiction (LullaBit)

### Partecipazioni
- 2000 – Psychosonic! vol.18 (CD allegato alla rivista Psycho!)
- 2004 – Emergenza Chitarre 3 (CD allegato alla rivista Chitarre)

#### Con i Quasar
- 1996 – Italian experiences vol.1 (Path of Experience Records)
- 1999 – Into the underground vol.3 (Whyplash Records)

#### Con i Pulp Dogs
- 2009 – I Bambini Sono Di Tutti: Cd compilation a favore di Emergency (One Step Records)

## Tour e concerti

### Come turnista

#### Con Vasco Rossi
- 2014 – Vasco Live Kom '014
- 2015 – Vasco Live Kom '015
- 2016 – Vasco Live Kom '016
- 2017 – Modena Park 2017
- 2018 – VascoNonStop Live 2018 (anche produttore artistico)
- 2019 - VascoNonStop Live 2019 (anche produttore artistico)
- 2022 - Vasco Live XXII (anche produttore artistico)
- 2023 - Vasco Live XXIII (anche produttore artistico)
- 2024 - Vasco Live 2024 (anche produttore artistico)

#### Con Luca Carboni
- 2018 - 2019 – Sputnik Tour 2018-2019.